# Abdollah Hedayat
Abdollah Hedayat (geb. 1. Januar 1899 in Teheran; gest. 11. April 1968) war der erste Viersterne-General des Iran, ein Mitglied des iranischen Generalstabs und durch sein militärisches Amt auch Mitglied des Kabinetts. Er war ein Berater des Schah von Persien, Mohammad Reza Pahlavi.
Auf Drängen von Asadollah Alam, dem iranischen Premierminister von 1962 bis 1964, wurde Hedayat wegen Veruntreuung von Geldern, die für militärische Unterkünfte gedacht waren, zu zwei Jahren Gefängnis verurteilt.
Er war der Bruder von Khosrow Hedayat Azar (geb. 1905 in Teheran; gest. 1974 in Genf), der als Diplomat den Iran am Genfer Sitz der UN vertrat.